# Hydraena arabica
Hydraena arabica är en skalbaggsart som beskrevs av Balfour-browne 1951. Hydraena arabica ingår i släktet Hydraena och familjen vattenbrynsbaggar. Inga underarter finns listade i Catalogue of Life.